# Devetak
Devetak (bulgariska: Деветак) är ett distrikt i Bulgarien.   Det ligger i kommunen Obsjtina Karnobat och regionen Burgas, i den östra delen av landet, 290 km öster om huvudstaden Sofia.
Trakten runt Devetak består till största delen av jordbruksmark. Runt Devetak är det ganska glesbefolkat, med 34 invånare per kvadratkilometer.